# 91門戶
91無線，曾是中國大陆最大的移動互聯網分發渠道運之一，主要營運91助手和安卓市場。91助手在2013年的用户数量超过了1.8亿，应用下载次数超过100亿。
91無線原是網龍網絡旗下的公司，原本網龍網絡安排91無線在香港創業板上市，而91無線亦引入李澤楷、淡馬錫控股、衛哲及梁伯韜等股東，其中李澤楷在2013年1月以1.1億港元入股91無線股權。
2013年7月，百度宣佈以19億美元收購91無線，如交易成功，91無線會取消上市計劃。
2013年8月，91無線成功以19億美元（147.4億港元）出售予百度，而網龍網絡則獲利為10.6億美元（82.3億港元），91無線則原于香港創業板上市的計劃將終止。
2020年2月17日晚，百度宣佈宣布下線91助手和安卓市場。